# Ríos Negro y Aller
Ríos Negro y Aller este o arie protejată (arie specială de conservare — SAC, sit de importanță comunitară — SCI) din Spania întinsă pe o suprafață de 135,67 ha, integral pe uscat.

## Localizare
Centrul sitului Ríos Negro y Aller este situat la coordonatele 43°09′01″N 5°36′23″W / 43.1503°N 5.6063°V.

## Înființare
Situl Ríos Negro y Aller a fost declarat sit de importanță comunitară în februarie 2004 pentru a proteja 6 specii de animale. Situl a fost protejat și ca arie specială de conservare în decembrie 2014.

## Biodiversitate
Situată în ecoregiunea atlantică, aria protejată conține 1 habitat natural: Păduri aluvionare cu Alnus glutinosa și Fraxinus excelsior (Alno-Padion, Alnion incanae, Salicion albae).
La baza desemnării sitului se află mai multe specii protejate:
- păsări (3): pescăruș albastru (Alcedo atthis), rață mare (Anas platyrhynchos), stârc cenușiu (Ardea cinerea)
- mamifere (2): Galemys pyrenaicus, vidră de râu (Lutra lutra)
- nevertebrate (1): Euplagia quadripunctaria